# Ossi Kauppi
Ossi Ensio Kauppi (ur. 19 kwietnia 1929 w Tampere, zm. 16 kwietnia 2000 tamże) – fiński hokeista, reprezentant kraju, olimpijczyk z Oslo w 1952.

## Kariera klubowa
Karierę zaczynał w 1945 w juniorskiej drużynie Tampereen Ilves. W sezonie 1948/1949 zadebiutował w seniorskim zespole Tampereen Ilves w SM-sarja. W 1952 przeniósł się do TBK (następnie pod nazwą Tappara Tampere), gdzie grał przez cztery sezony do zakończenia kariery w 1956.

## Kariera reprezentacyjna
W reprezentacji Finlandii zadebiutował w 1949 i grał w niej do 1954. Był w kadrze na Zimowe Igrzyska Olimpijskie 1952, podczas których wystąpił w 8 meczach.
Trzykrotnie zagrał na mistrzostwach świata (nie wliczając igrzysk olimpijskich, które wówczas były jednocześnie mistrzostwami świata). Wystąpił w edycjach 1949, 1951 i 1954.